# Nobuyuki Kajitani
Nobuyuki Kajitani (n. 3 mai 1955, Saito, Prefectura Miyazaki, Japonia) este un gimnast artistic ce a reprezentat Japonia, medaliat olimpic. A participat la o ediție a Jocurilor Olimpice (1984) în care a câștigat o medalie de argint și o medalie de bronz.